# Tiszaigar - Tiszaörsi Körtvélyes
Tiszaigar - Tiszaörsi Körtvélyes este o arie protejată (arie specială de conservare — SAC, sit de importanță comunitară — SCI) din Ungaria întinsă pe o suprafață de 611,73 ha, integral pe uscat.

## Localizare
Centrul sitului Tiszaigar - Tiszaörsi Körtvélyes este situat la coordonatele 47°30′55″N 20°48′04″E / 47.515278°N 20.801111°E.

## Înființare
Situl Tiszaigar - Tiszaörsi Körtvélyes a fost declarat sit de importanță comunitară în mai 2004 pentru a proteja 1 specie de plante și 3 specii de animale. Situl a fost protejat și ca arie specială de conservare în februarie 2010.

## Biodiversitate
Situată în ecoregiunea panonică, aria protejată conține 3 habitate naturale: Păduri stepice euro-siberiene cu Quercus spp., Stepe și mlaștini sărate panonice, Pajiști stepice panonice pe loess.
La baza desemnării sitului se află mai multe specii protejate:
- plante (1): Cirsium brachycephalum
- amfibieni (2): buhai de baltă cu burta roșie (Bombina bombina), triton cu creastă dobrogean (Triturus dobrogicus)
- nevertebrate (1): Gortyna borelii lunata